# كلينغن
كلينغن (بالألمانية: Clingen) هي بلدة ألمانية تقع في ألمانيا في تورينغن. يقدر عدد سكانها بـ 1,113 نسمة .